# 1-萘硫酚
1-萘硫酚是一种有机硫化合物，化学式为C10H8S。它的另一种同分异构体是2-萘硫酚。

## 合成
1-萘硫酚可由1-碘萘和硫酸铜、过量的乙二硫醇在碱性条件下反应得到，也可以九水合硫化钠作为硫源，在铜和乙二硫醇的催化下反应制得。
1-萘酚二硫化物用铟/氯化铵在乙醇中回流，可以将其还原为1-萘硫酚。1-萘磺酰氯在1,2-二氯乙烷中与二甲基二氯硅烷和N,N-二甲基乙酰胺反应，经锌还原，也能得到1-萘硫酚，副产物二硫化物仅占痕量。其它方法还有1-溴萘和甲硫醇钠反应、1-氯萘在600 °C和硫化氢反应等。

## 性质
1-萘硫酚的化学性质体现在其巯基上，如在碱性条件下和有机卤化物反应生成硫醚。如碱为氢氧化钠时，和2-氯乙醇反应，生成2-(1-萘硫基)乙醇；碱使用碳酸钠，在N,N-二甲基甲酰胺中和溴化苄反应，生成1-萘基苄基硫醚；和邻二卤苯反应则发生成环反应。它和4-二甲氨基苯基氯化锌发生偶联反应，脱硫后生成N,N-二甲基-4-(1-萘基)苯胺。